# Défices cíclico e estrutural
Em economia, mais especificamente em finanças públicas, os défices cíclico e estrutural fazem referência a duas parcelas do défice público. O défice, em geral, faz referência ao facto das administrações públicas de um determinado Estado terem mais despesas que receitas. O défice nominal ou orçamental é a soma do défice cíclico com o défice estrutural, somando ainda medidas extraordinárias.
{\displaystyle {\text{Deficit nominal}}={\text{Deficit cíclico}}\ +\ {\text{Deficit estrutural}}\ +\ {\text{medidas extraordinárias}}}

## Défice estrutural
O défice estrutural, sendo assim igual ao défice nominal menos o défice cíclico e medidas extraordinárias, mede por conseguinte qual seria o desequilíbrio das contas públicas se fosse eliminado o efeito do ciclo económico na receita e na despesa. Por exemplo, se eliminássemos o efeito cíclico na quebra de receita fiscal ou o aumento dos gastos com subsídio de desemprego, mas também efeitos cíclicos de crescimento.
Logo, o défice estrutural só se altera por medidas discricionárias de um governo, como aumento de impostos ou redução de despesas fixas como salários públicos, mas não por aumentos de receita de impostos ou redução de prestações sociais que ocorram, automaticamente, por exemplo, quando uma economia está a crescer. Por conseguinte, a forma de cálculo do défice cíclico, que por sua vez, leva ao cálculo do défice estrutural, não é consensual entre os economistas.